# 双重差分
双重差分（英文：Difference in differences，缩写：DID或者DD）是运用在计量经济学和定量研究领域下的一种统计学方法。它通过对自然实验中的数据进行观察性研究，研究“实验组”和“对照组”（带引号的）之间数据的差分来模拟一个实验的效果，但其本身并不是真正的实验。具体而言，此方法把实验组的因变量的平均变化率与对照组相比较，来计算实验（自变量）的效果（因变量）。虽然这个方法可以减少一些外部因素和选择偏差的干扰，但是却不能排除所有的偏差，如均值回归、因果倒置和遗漏变量偏差。